# Milica Milovanović
Milica Milovanović (serbisch-kyrillisch Милица Миловановић) ist eine serbische Fußballschiedsrichterin.

## Werdegang
Seit 2024 steht Milovanović auf der Liste der FIFA-Schiedsrichter und leitet internationale Fußballpartien. Sie gehört zur Gruppe der UEFA-Second-Category-Schiedsrichterinnen, der dritthöchsten Schiedsrichterinnen-Kategorie.
Milovanović wurde für die U-17-Europameisterschaft 2025 auf den Färöern nominiert. Zudem leitete Milovanović Spiele in der EM-Qualifikation für die Europameisterschaft 2025 in der Schweiz, in der Women’s Nations League sowie diverse Qualifikations- und Freundschaftsspiele.